# Ensemble intercontemporain
Ensemble intercontemporain, též Ensemble interContemporain, je francouzský orchestr se sídlem v Paříži, který provozuje soudobou vážnou hudbu. Ansámbl má 31 členů.

## Historie
Ensemble intercontemporain založil v roce 1976 francouzský skladatel Pierre Boulez a od té doby se věnuje vážné hudbě 20. a 21. století. Orchestr spolupracuje na novém využívání hudebních nástrojů a účastní se projektů spojující hudbu s jinými projevy jako je tanec, divadlo, kinematografie, video a výtvarné umění. Spolupracuje rovněž s výzkumným centrem IRCAM. Během sezóny odehraje na 70 koncertů po celém světě. Od roku 1995 sídlí v Cité de la musique v Paříži.
Ensemble intercontemporain je financován ministerstvem kultury a komunikací a rovněž získává dotace od města Paříže.
V červnu 2016 vyhrál konkurz na uvolněné místo po klarinetistovi Alainu Damiensovi slovenský student brněnské JAMU Martin Adámek.